# Chiesa cattolica ad Antigua e Barbuda
La Chiesa cattolica ad Antigua e Barbuda è parte della Chiesa cattolica in comunione con il vescovo di Roma, il papa.

## Organizzazione territoriale
L'unica circoscrizione ecclesiastica presente nello stato insulare è la diocesi di Saint John's-Basseterre, suffraganea dell'arcidiocesi di Castries.
La popolazione cattolica corrisponde a circa 10 000 persone su un totale di 80 000 abitanti.
I vescovi di Antigua e Barbuda fanno parte della Conferenza episcopale delle Antille.

## Nunziatura apostolica
La nunziatura apostolica di Antigua e Barbuda è stata istituita il 15 dicembre 1986 con il breve Ut et publica Ecclesiae di papa Giovanni Paolo II, separandola dalla delegazione apostolica nelle Antille. Il nunzio risiede a Port of Spain, in Trinidad e Tobago.

### Nunzi apostolici
- Manuel Monteiro de Castro (25 aprile 1987 - 21 agosto 1990 nominato nunzio apostolico in El Salvador)
- Eugenio Sbarbaro (7 febbraio 1991 - 26 aprile 2000 nominato nunzio apostolico in Serbia e Montenegro)
- Emil Paul Tscherrig (20 gennaio 2001 - 22 maggio 2004 nominato nunzio apostolico in Corea)
- Thomas Edward Gullickson (20 dicembre 2004 - 21 maggio 2011 nominato nunzio apostolico in Ucraina)
- Nicola Girasoli (29 ottobre 2011 - 16 giugno 2017 nominato nunzio apostolico in Perù)
- Fortunatus Nwachukwu (4 novembre 2017 - 17 dicembre 2021 nominato osservatore permanente della Santa Sede presso l'Ufficio delle Nazioni Unite ed Istituzioni specializzate a Ginevra e l'Organizzazione mondiale del commercio e rappresentante della Santa Sede presso l'Organizzazione internazionale per le migrazioni)
- Santiago De Wit Guzmán, dal 30 luglio 2022